# Museo Ichoalay
El Museo Histórico Regional Ichoalay es un museo ubicado en la ciudad argentina de Resistencia. Fue fundado el 12 de octubre de 1949, lo que lo convierte en el museo más antiguo de la provincia del Chaco, por iniciativa de las docentes Inés García de Marqués y Esther Machicote de Díaz. El museo se encuentra ubicado dentro del edificio ocupado por la Escuela Normal Superior N.º 87.

## Historia
Toma su nombre del cacique abipón Ichoalay, cuya mediación permitió la reducción jesuítica San Fernando del Río Negro en 1750.
A pesar de tener su sede en el predio de la Escuela Normal Sarmiento, en el mes de septiembre de 2000 pasó a depender de la Subsecretaría de Cultura de la Provincia —actual Instituto de Cultura—, con ingreso independiente por calle Necochea n.°456.
El 30 de agosto de 2013 el Museo Histórico Regional Ichoalay reabre sus puertas luego de más de dos años de estar cerrado y sometido a reformas edilicias, con el auspicio del recientemente creado Instituto de Cultura, del cual paso a estar bajo su órbita en 2012 y con la asistencia de autoridades provinciales, educativas, antiguos alumnos de la Escuela Normal Sarmiento, antiguos trabajadores del Museo, personal del museo y público en general. La apertura inaugura una sala permanente totalmente renovada con un nuevo guion, mobiliario e iluminación destinado a brindar un mejor servicio al visitante. A su vez se creó en esta etapa una nueva sala temporal destinada a albergar muestras itinerantes, cursos, conferencias, etc.

## Colecciones
El acervo que exhibe es trascendente para comprender la historia regional: artesanías y utensilios indígenas de distintos grupos étnicos, uniformes y armamentos de la conquista militar del territorio, pertenencias de los primeros inmigrantes llegados a Resistencia, fotografías antiguas, escritos, etc. El Museo Ichoalay permite que el visitante comprenda, en parte, la rica historia y cultura del Chaco.
Sus colecciones se encuadran espacialmente en la ciudad de Resistencia y algunas poblaciones cercanas (Margarita Belén, Colonia Popular, Puerto Bastiani, Colonia Benítez, Las Palmas).
Cronológicamente se sitúan en su mayoría en la etapa de la Gobernación y el Territorio Nacional del Chaco, desde las últimas décadas del siglo XIX hasta mediados del XX.
La sala se organiza en las siguientes áreas:
- Naciones originarias
- Conquistamilitar
- Inmigrantes
- Expresiones de la cultura chaqueña , que refiere a distintas manifestaciones artísticas, intelectuales, religiosas, educativas, a los medios de comunicación, las instituciones escolares deportivas, los primeros hospitales, etc.

En el Patrimonio que conserva el Museo Ichoalay se destacan tejidos y alfarería de las culturas qom, wichi y mocoit cuya antigüedad y procedencia les confiere particular valor. Los objetos personales, utensilios y artefactos construidos por los primeros inmigrantes confirman la precariedad de los tiempos de la colonización a la vez que los diplomas, medallas, sables y uniformes testimonian la etapa de la conquista militar.
El área Cultura Chaqueña se enriquece con piezas representativas de las primeras expresiones intelectuales y espirituales de la población del Territorio Nacional del Chaco: La cruz misional del templo San Fernando (1898); la imprenta del taller Moro (1901); la colección Dr. Julio C. Perrando (1910); los micrófonos con que Radio Chaco inició sus transmisiones (1933); las imágenes y equipos de los fotógrafos pioneros; esculturas y pinturas de los iniciadores del quehacer artístico regional; banderas y trofeos del Club Sarmiento, decano del fútbol,  y otros elementos relacionados con la historia inaugural del Chaco.